# Иранский институт космоса

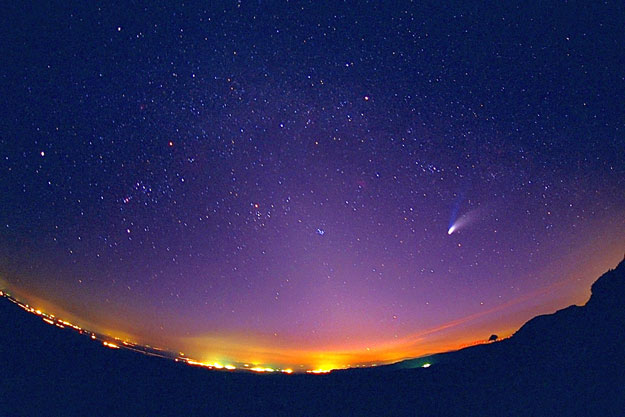

Иранский институт космоса (перс. پژوهشگاه فضایی ایران‎) был создан в Иране в 2011 г. на основании разрешения Совета по распространению высшего образования. Его задачей было удовлетворение части запросов страны в области космических наук и техники. Согласно постановлению Высшего административного совета от 28 января 2015 г., институт подчиняется Министерству связи, технологий и информации.
Институт представляет собой наукоёмкую организацию, имеющую структуру, ориентированную на производство инновационного продукта в области получения мирных космических технологий и обладает элитными квалифицированными специалистами в различных отраслях космических наук, в том числе в разработке, проектировании и производстве спутников связи и дистанционного зондирования, навигационных спутников и космических лабораторий. В штате института работают опытные специалисты и исследователи по таким направлениям, как авиационно-космическая инженерия, механика, электрика, компьютерные технологии, материаловедение, химия и производство полимеров, целью которых является развитие космических наук и технологий страны.

## Задачи института
— расширение научных исследований и получение теоретических и практических знаний и навыков, необходимых Министерству связи, технологий и информации и космической промышленности в рамках перспектив страны в космической сфере.
— создание предпосылок для формирования необходимой инфраструктуры с целью повышения уровня образовательной и исследовательской деятельности, а также развития космических технологий страны.
— использование достижений в области космических наук и технологий путём коммерциализации или передачи и привлечения технологий в рамках укрепления авиационно-космической промышленности.

## Права и обязанности
— изучение и выявление научно-исследовательских запросов с целью развития полного технологического цикла, необходимого для космической отрасли, и подготовка исследовательских проектов для удовлетворения этих запросов.
— ведение фундаментальных и прикладных исследовательских проектов и разработок в рамках реализации задач института.
— создание необходимых возможностей в результате научно-технической деятельности.
— сотрудничество в области науки и технологий с университетами и высшими образовательными и научно-исследовательскими учреждениями, а также с государственными и негосударственными научными и промышленными центрами в стране и за рубежом с целью повышения качества научно-технической деятельности в сфере космических наук и технологий.